# Калоша, Ольга Лукинична
Ольга Лукинична Калоша (12 января 1910 или 2 апреля 1910, Луки, Минская губерния — 5 ноября 2000) — советская колхозница. Герой Социалистического Труда (1965).

## Биография
Ольга Калоша родилась 12 января (по другим данным, 2 апреля) 1910 года в российском селе Луки Новогрудского уезда Минской губернии (сейчас агрогородок Кореличского района Гродненской области Беларуси).
До 1939 года батрачила в хозяйстве у помещика.
Вместе со старшим братом была участницей подпольного движения, хранила и расклеивала агитационные листовки.
После того как в Луках создали колхоз, в числе первых вступила в него.
Во время немецкой оккупации жила в Луках.
С 1949 года трудилась в колхозе, позднее стала свинаркой. В 1954 году возглавила звено, выращивавшее сахарную свёклу и кукурузу.
В 1959 году перешла из передовой бригады в отстающую и быстро вывела её в передовые, которая с гектара собирала 9—11 центнеров семян и 10—14 центнеров льноволокна.
31 декабря 1965 года Указом Президиума Верховного Совета СССР за успехи, достигнутые в повышении урожайности, увеличении производства и заготовок сахарной свёклы, удостоена звания Героя Социалистического Труда с вручением ордена Ленина и золотой медали «Серп и Молот».
До 1969 года продолжала работать звеньевой. На базе звена Калоши провели свыше 80 семинаров для повышения квалификации льноводов Кореличского района и Гродненской области. Неоднократно обучала льноводов в колхозах Минской, Гродненской и Брестской областей.
Была депутатом Верховного Совета Белорусской ССР, делегатом XXVI съезда Коммунистической партии Беларуси.
Жила в Луках. Последние годы провела в Минске.
Умерла 5 ноября 2000 года.
Награждена медалями, в том числе «За трудовую доблесть» (18 января 1958).